# Wasserfrau

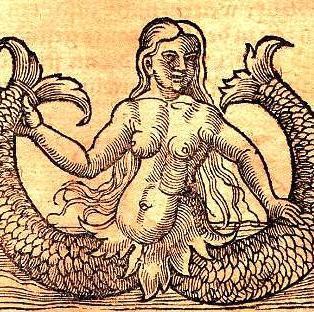
Meerfräulein (Holzschnitt 1565)

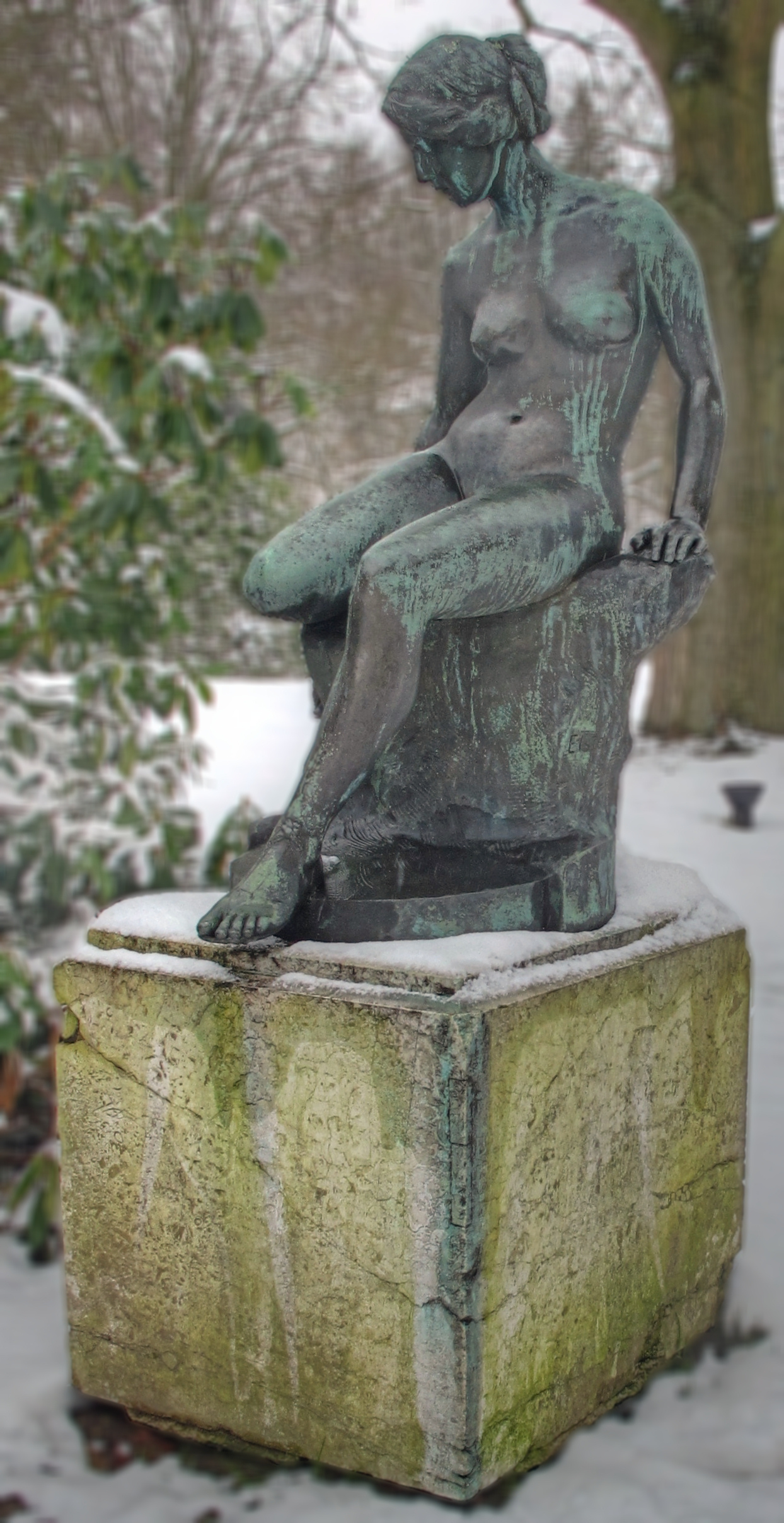
Wasserfrau im Bad Brambacher Kurpark (2011)

Wasserfrau bezeichnet eine Figur oder ein Motiv in Sagen, Mythen und Märchen zahlreicher Kulturen. Charakteristisches Merkmal der Wasserfrau ist ihre positive Einstellung zum Menschen: Als „Wassermutter“ spendet sie Leben, Schutz und Segen, als „Wasserbraut“ heiratet sie einen menschlichen Bräutigam und schenkt ihm ihre Liebe. Abzugrenzen ist die Wasserfrau von anderen weiblichen Wasserwesen, insbesondere
- Nixen: diese Wassergeister haben einen bedrohlichen Aspekt (ihr Gegenstück ist der Wassermann)
- Meerjungfrauen: diese „Fischweiber“ haben einen Aspekt der Erlösungsbedürftigkeit

Bei vielen Wasserwesen ist eine eindeutige Zuordnung zu einer der Kategorien nicht möglich (beispielsweise „Die schöne Lau“ – auch „die arge Lau“ – des deutschen Lyrikers Eduard Mörike); zudem werden gerade in neuerer Zeit die Kategorien häufig verwechselt und synonym verwendet.
Weitere Bezeichnungen für Wasserfrauen waren Fischfräulein, Meerfräulein (vergleiche die Wappengestalt der Meerfrau), Sirenen (vergleiche die Mythengestalt der Sirene) und Melusinen (vergleiche die Sagengestalt der Melusine).

## Gestalt
Wie Nixen und Meerjungfrauen werden viele Wasserfrauen als Mischwesen (Chimären) mit menschlichem Oberkörper und schuppenbedecktem Fischschwanz beschrieben. Häufig haben sie aber auch menschliche Gestalt oder die von Fröschen, Schwänen und anderen Wassertieren. Das Wappen der schwäbischen Gemeinde Blindheim zeigt das Pendant: einen Wassermann mit gleichen Attributen.

## Bedeutung als Lebensmotiv
Im Motiv der Wasserfrau vereinigen sich kulturgeschichtlich zwei klassische Lebensmotive: Einerseits die Frau als Spenderin und Erhalterin des Lebens, als Anima im Sinne der Jungschen Archetypenlehre. Zum anderen das Motiv des Wassers, aus dem nicht nur evolutionsgeschichtlich jegliches Leben stammt, sondern das auch als Nahrung für Pflanzen, Tiere und Menschen unabdingbare Lebensvoraussetzung ist. Das Gegenstück zur Wasserfrau ist die Nixe als Vereinigung von Wasser und Tod – ebenfalls eine Ausprägung der Anima, aber im Sinne der „tötenden“, der „verschlingenden“ Mutter.
Nach dem analytischen Psychologen Carl Gustav Jung (1875–1961) ist die Wasserfrau – wie Nixe und Meerjungfrau – eine Ausprägung der Anima als Form des tiefenpsychologischen Mutterarchetyps. Deutlich kommt aber gerade bei der Wasserfrau der positive Aspekt der „liebenden Mutter“ zum Ausdruck.

## Bekannte Wasserfrauen
In großer Zahl tauchen Wasserfrauen bereits in den Mythologien antiker Völker auf, beispielsweise wurde in Vorderasien die fischschwänzige Mondgöttin Derketo verehrt. Auch die indische Gottheit Vishnu, der „Welterhalter“, wurde bisweilen als vierarmige Frau mit dem Unterleib eines Fisches dargestellt. In der chinesischen Mythologie wurde das segensreiche Wirken der auf dem Grunde von Flüssen und Seen lebenden heilkundigen „Drachenfrauen“ gepriesen.

Nereide auf einem Meeresross (römisches Mosaik)

In der griechischen Mythologie wird der Typus der Wasserfrau insbesondere durch die Nereiden (50 Töchter des Nereus und der Doris) und die Okeaniden vertreten (Töchter des Okeanos und der Tethys): Freundlich-heitere Meeresnymphen, welche die Seeleute erfreuen. Daneben gibt es die in Quellen und Flüssen beheimateten Najaden. Wasserfrauen zählten auch zum Gefolge des Meeresgottes Triton.
Im weiteren Sinne sind auch die Meeresgöttinnen sämtlicher Kulturen Wasserfrauen, allen voran die in menschlicher Gestalt dargestellte Liebesgöttin Aphrodite (römisch Venus), die „Schaumgeborene“, die den mütterlichen wie bräutlichen Aspekt der Wasserfrau in sich vereint. Idealtypisch verewigt wurde sie von dem italienischen Renaissancemaler Sandro Botticelli in seinem Gemälde Die Geburt der Venus, auf dem die Göttin einer Muschel entsteigt. Es gibt verschiedene chinesischen Meeresgöttinnen wie Tin Hau oder Matsu, die mit tausend Augen und Armen den Seeleuten den Weg übers Meer weisen, die javanische Seegöttin Ratu Kidul, die Inuit-Meeresgöttin Sedna, die brasilianische Yemayá, oder die baltische Göttin Jūratė (abgeleitet von Jūra, „See“).
Auch die auf einem Delfin reitende Meerjungfrau, die der Elfenkönig Oberon in Shakespeares Komödie Ein Sommernachtstraum von einem Vorgebirge aus sah, trägt alle Züge der gütig-wohlwollenden Wasserfrau, lassen doch ihre „süßen Harmonien […] die empörte See gehorsam“ werden und sogar die Sterne andächtig lauschen.
In neueren Erzählungen und Märchen wird von Wasserfrauen berichtet, die als Patin einem Waisenkind Schutz vor den Widrigkeiten des Lebens bieten (Die junge Gräfin und die Wasserfrau in Schwaben), heimlich im Hause der Menschen weben, spinnen und backen (Das Bleilot im Schwarzwald; Das Waschweibchen in Österreich), oder sich ihren menschlichen Geliebten in Gestalt von Fröschen oder Schwänen nähern (Die Schwanenprinzessin in Polen; Die Perlenschnur in Österreich; Zarin Frosch in Russland).